# محوطه عبدالسلام ۲
محوطه عبدالسلام ۲ مربوط به سده‌های متاخر دوران‌های تاریخی پس از اسلام است و در شهرستان ایرانشهر، بخش بمپور، دهستان بمپور شرقی، ۵ کیلومتری شرق شهرک شهید بهشتی، ۲ کیلومتری جنوب موتور دوشنبه واقع شده و این اثر در تاریخ ۳۰ بهمن ۱۳۸۶ با شمارهٔ ثبت ۲۱۱۵۸ به‌عنوان یکی از آثار ملی ایران به ثبت رسیده است.